# Karl Pilss
Karl Pilss, auch Karl Pilß (* 7. April 1902 in Wien; † 22. Juni 1979 ebenda) war ein österreichischer Pianist und Komponist.

Aufnahme von Georg Fayer (1934)

## Leben
Karl Pilss stammte aus einer Nichtmusikerfamilie, sein Vater war aber ein begeisterter Amateurhornist. Pilss ging bereits in seinen Schulferien als Pianist ins Ausland, um Erfahrungen als Solist und als Ensemblemusiker zu sammeln. In diesen Jahren traf er und sein Bruder mit Ferdinand Grossmann zusammen und gründeten den Wiener Chorverein. Nach seiner Matura studierte er in Wien bei Ferdinand Rebay, Klavier, Musiktheorie und Komposition. Danach setzte er seine Studien bei Franz Schmidt fort. Bei Robert Heger machte er seine Kapellmeisterausbildung und schloss nach einem Musikwissenschaftsstudium seine Studien 1927 mit Auszeichnung ab.
1930 wurde er Leiter des Chores der Staatsoper in Wien. 1936 war er Teilnehmer im künstlerischen Sektor der Olympischen Sommerspiele. Am 11. April 1940 beantragte er die Aufnahme in die NSDAP und wurde zum 1. Juli desselben Jahres aufgenommen (Mitgliedsnummer 8.450.431). 1941 wurde er Solokorrepetitor an der Staatsoper. Von 1934 bis 1969 war er Studienleiter der Salzburger Festspiele. Zusätzlich war er als Liedbegleiter und als Cembalist tätig. Neben seiner künstlerischen Tätigkeit lehrte er zunächst am Wiener Volkskonservatorium, heute die Musik und Kunst Privatuniversität der Stadt Wien, später an der Hochschule, heute Universität für Musik und darstellende Kunst.
Sein kompositorisches Schaffen galt anfangs der Chor- und Vokalmusik, später Werke für mannigfaltige Besetzungen bis hin zu großen Orchesterwerken. Sein bekanntestes Werk ist die Sonate für Trompete und Klavier, welche er 1935 Helmut Wobisch widmete. Sein umfangreichstes Werk ist das Trompetenkonzert in B, welches er 1934 Franz Dengler widmete. Aufgrund der umfangreichen Länge findet es selten Verwendung in Konzerten und CD-Einspielungen. Es orientiert sich an der Spätromantik. 2023 gelang Lutz Schumacher eine Wiederaufführung des Werkes als Projekt der Neuen Philharmonie MV nach der Originalpartitur.
Neben seiner Tätigkeit als Musiker war es auch ein leidenschaftlicher Maler. Seine Arbeiten fanden in Künstlerkreisen Anerkennung und konnten in zahlreichen Ausstellungen besichtigt werden.

## Werke (Auswahl)
- 56 Klavierwerke
- fünf Orchesterwerke
- 15 Kammermusikwerke
- Lieder und Chorwerke